# Сабітов Гай Сабітович
Сабі́тов Гай Сабі́тович (*15 вересня 1915, село Виль Канісар — †24 грудня 1993, місто Іжевськ) — удмуртський поет-пісняр. Заслужений працівник культури Удмуртії (1965), член Спілки письменників Росії (1964).
Народився в селі Виль Канісар сучасного Кукморського району Татарстану. В 1930 році вступив до Казанського фінансово-економічного технікуму, після закінчення якого працював кредитним інспектором Держбанку в Іжевську. В 1943 році закінчив УДПІ і одразу почав працювати диктором на Удмуртському радіо. В 1950 році вступив до Літературного інституту імені Максима Горького, після якого працював редактором літературно-драматичних передач на радіо.
Першу поетичну збірку «Кылбуръёс но кырзанъёс» («Вірші та пісні») написав в 1953 році. На ранньому етапі творчості писав лозунгові декларативні вірші. Увів в удмуртську поезію новий жанр, написав вінок сонетів «Шунды но жужа но…» («І сонце встає…»), присвячений пам'яті друга М.Покчи-Петрова. На слова Гая Сабітовича написані багато популярних пісень — «Шулдыр жыт» («Веселий вечір»), «Паймод, ява» («Здивуєшся прямо»), «Тупаса улон понна» («За мир») та інші. Видав удмуртською мовою збірки віршів Габдулли Тукая та Муси Джаліля, переклав поему «Бахчисарайський фонтан» Олександра Пушкіна.

## Твори
Поетичні збірки:
- Кырзанъёсы тыныд: Кылбуръёс (Іжевськ, 1962)
- «Арган кырза» («Гармонь співа»; 1971)
- «Яратисько» («Люблю»; 1975, Державна премія Удмуртії, 1975)
- «Улон — кырзан» («Життя — пісня»; 1985)
- Счастье: Стихи и песни (Іжевск, 1990)

Сонети:
- Радость: Венок сонетов, стихи и песни (Іжевськ, 1973)

Поеми для дітей:
- «Куноын» («В гостях»; 1967)
- «Даур гырлы» («Дзвін століття»; 1981)